# Pierre de Larivey
Pierre de Larivey (né le 20 juillet 1541 à Troyes - mort le 12 février 1619) est un écrivain, traducteur  et dramaturge français du XVIe siècle.

## Biographie
Les indications du Troyen Pierre Grosley, selon lesquelles Pietro Giunti, dit Larivey, appartiendrait à la famille des imprimeurs Giunti, sont sujettes à caution. Nous connaissons fort peu de choses au sujet de ce Champenois. À Paris, où il fait son droit, il est en relation avec le milieu des avocats et du Parlement. Il fréquente certains « cercles ». Il est ainsi reçu chez le juriste Gilles Bourdin (il écrira deux sonnets à sa mémoire dans son Tumulus). Il participe au « salon » du mécène Jean de Voyer, vicomte de Paulmy.
Pierre de Larivey se livre d'abord à des activités de traduction. Il traduit ainsi les Facétieuses Nuits de Straparole, la  Philosophie fabuleuse (1577), la Philosophie de Piccolomini (1581). Mais Larivey est surtout un dramaturge. Ses comédies, versions libres de pièces italiennes, lui valurent d'être considéré comme le créateur du genre en France. Il est l'ami d'un autre dramaturge italianisant, Guillaume-Gabriel Le Breton et de François d'Amboise, rencontrés chez Gilles Bourdin. Il est aussi l'ami de Gilles Corrozet. En 1572, il se rend avec François d'Amboise en Pologne, dans le cadre d'une mission diplomatique. Il y retournera l'année suivante pour le couronnement de Henri III. En 1585, à Paris, il reçoit le bénéfice de la chapelle Saint-Léonard. Puis, il retourne en Champagne, à Troyes où il devient chanoine de Saint-Étienne. Il poursuit ses activités de traducteur: les Discours de Capelloni (1595).
Larivey a influencé Molière et Regnard. Le monologue de Séverin dans Les Esprits inspirera directement le soliloque d'Harpagon pleurant sur sa cassette.
En 1579, à Paris, chez Abel L'Angelier, il publie ses Six comédies facétieuses, dont l'action se passe à Paris :
- Le Laquais, d’après Ludovico Dolce (Il Ragazzo): Larivey y introduit le pédant.
- La Veuve, d’après Niccolò Buonaparte (La Vedova): on y trouve le type de 'l'entremetteuse bigote'.
- Les Esprits, d’après Lorenzino de Médicis (L'Aridosia)
- Le Morfondu, d’après Anton Francesco Grazzini dit "Lasca" (La Gelosia): le valet y conduit l'intrigue.
- Les Jaloux, d’après Vincenzo Gabbiani (I Gelosi)
- Les Escholiers, d’après Girolamo Razzi (La Cecca)[1]

En 1611, à Troyes, chez Pierre Chevillot, il publie les Trois Nouvelles Comédies. Leur tonalité est différente des premières. Il ne s'agit plus de vaincre des obstacles pour trouver l'amour. Les personnages sont déjà mariés. L'unité d'action y est davantage respectée et Larivey retouche moins ses modèles. L'action se passe à Troyes.
- La Constance, d'après Girolamo Razzi (La Costanza), proche de la 'comédie larmoyante'.
- Le Fidèle, d'après Luigi Pasqualigo (Il Fedele), d'inspiration misogyne.
- Les Tromperies, d'après Nicolὸ Secchi (Gl'Inganni), d'un comique farcesque[2].

Selon l'auteur, ces trois dernières comédies auraient été retrouvées tardivement par lui : « me print envie d'agencer un peu de livres que j'ay en mon estude [...] je trouvay de fortune entre quelques brouillards et manuscripts six [...] comedies toutes chargées de poussières [...]. j'ay tasché de les r'habiller [...] à la façon de ce pays » (Epistre à Messire François d'Amboise).
Larivey fait le choix de la prose. La critique s'accorde à reconnaître en lui le créateur d'une vraie langue comique. Même s'il suit parfois de près son modèle, il parvient à donner l'impression de la langue parlée. C'est une langue colorée volontiers grivoise. Les pièces de Larivey sont des comédies d'intrigue.
Dans l'Epître de 1579, il énumère rapidement le nom de ses modèles italiens.

## Jugements
- Sainte-Beuve, Tableau historique et critique de la Poésie française et du Théâtre français (1828) : « Larivey mérite, après l'auteur de 'Patelin', d'être regardé comme le plus comique et le plus facétieux de notre vieux théâtre. [...] Dans ces seuls mots ['Les Esprits'] :'Il sera plus riche que moi! - O Dieu, ce sont tous les mêmes!' il y a un accent d'avarice, une naïveté de passion, une science de la nature humaine, qui suffiraient pour déceler en Larivey un auteur comique d'un ordre éminent. »
- Frédéric Godefroy, Histoire de la littérature française depuis le XVIe siècle jusqu'à nos jours. I. Prosateurs et Poètes : « Larivey ne composait pas et ne traduisait pas: il arrangeait. Il prenait le plan d'une pièce, et le modifiait à sa fantaisie; il changeait le lieu de la scène, souvent le nom des personnages, les événements, de manière à rendre les pièces intéressantes pour le public français. Parfois il supprimait des scènes et des rôles, surtout des rôles de femmes : il ajoutait rarement. Quant au dialogue, il le traduisait presque toujours fidèlement, en ayant soin cependant de le franciser autant que possible, tirant grand parti pour cela des locutions proverbiales et populaires. » lire en ligne sur Gallica
- Gustave Lanson, Histoire de la littérature française (1920) : « on a de lui neuf comédies, toutes prises aux Italiens. Ses prologues mêmes ne sont pas originaux: de là vient qu'il signale les œuvres anciennes auxquelles chaque pièce doit quelque chose, et fait le silence sur les œuvres italiennes dont toutes ses pièces sont traduites. [...] Ainsi, dans sa comédie des 'Esprits', Larivey n'a vu Plaute qu'à travers Lorenzino de' Medici, et la fusion de lAululaire' et de la 'Mostellaria' s'est offerte à lui toute faite dans lAridosio' du prince florentin. » [lire en ligne]
- Eugène Lintilhac, Histoire générale du théâtre en France, tome II : La Comédie, Moyen Âge et Renaissance, 1905 : « l'art de traduire le texte, même en le suivant mot à mot, est si personnel qu'il écarte l'idée d'en chercher le modèle » [lire en ligne].

## Œuvres
- Second et dernier livre des Facetieuses nuicts de Straparole (trad.), Abel L'Angelier, 1576.
- Six premières comédies facecieuses, Paris, Abel L'Angelier, 1579 : 5 réimpressions jusqu'en 1611, dont:
- Les Comedies facecieuses de Pierre de Larivey Champenois. A l'imitation des anciens Grecs, Latins, et modernes italiens. A savoir Le laquais. La veuve. Les Esprits. Le morfondu. Les jaloux. Les escolliers. Seconde édition. Rouen, Raphaël du Petit Val, 1600.
- Trois comedies des six dernieres de Pierre de Larivey Champenois. A l'imitation des ançiens Grecs Latins & Modernes Italiens. A scavoir La Constance. Le Fidèle. Et les Tromperies. A Troyes, par Pierre Chevillot, l'Imprimeur du Roy. M.DC.XI.
- Les Trois livres de l'Humanité de Jesus Christ de Pierre L'Arétin, traduits d'italien en françois par Pierre de Larivey, Éditions Honoré Champion, 2009.

## Éditions modernes
- Théâtre complet. Tome I. Les six premières Comédies facecieuses (Le Laquais, La Veuve, Les Esprits). Édition Luigia Zilli, Paris, Garnier, 2011.
- Les Esprits, édition de Michael J. Freeman (en), Droz, 1987